# Teon
Teon je indonéský ostrov a zároveň nečinná sopka, nacházející se v jihovýchodní části vulkanického ostrovního oblouku v Bandském moři. Ostrov představuje vrchol andezitového stratovulkánu, jehož vrchol zakončují dva krátery. Teon byla poměrně aktivní v 17. století, kdy bylo zaznamenáno pět větších erupcí. Největší (o síle VEI 4) proběhla v únoru 1660, při níž objem vyvržených sopečných produktů dosáhl zhruba 50 mil. m³. Událost si taktéž vyžádala oběti na životech. Od konce 17. století se však odmlčela a naposledy svou sopečnou činnost obnovila v roce 1904.